# Бражниковы
Бражниковы — русский дворянский род.
Известия об этом роде начинаются с воеводы Алексея (Василия) Бражник отправленного Иоанном в 1496 году в землю Югорскую с войском против вогуличей. Илья Никитич Бражников упоминается в Полоцком походе 1551 года. Потомок его, Руженин Яковлевич по прозванию Девятый за мужество пожалован от царя Михаила Фёдоровича похвальной грамотой. В числе владельцев населенных имений в 1699 году значатся восемь Бражниковых.

## Известные представители
- Бражниковы: Илья и Алексей Леонтьевичи — московские дворяне в 1677 г.
- Бражников, Герасим Яковлевич — московский дворянин в 1695 г[2].
- Бражников, Владимир Григорьевич — генерал-поручик при Екатерине II.
- Бражникова, Мавра Ивановна (в иночестве Маргарита) — игуменья Московского Алексеевского монастыря c 1777 по 1795 год.

## Описание герба
Щит разделён надвое, в верхней половине в красном поле изображена городская серебряная стена с отверстыми вратами и с четырьмя на ней башнями. В нижней половине в голубом поле положены крестообразно серебряные ключ и сабля, остриём вниз.
Щит увенчан дворянскими шлемом и короною со страусовыми перьями. Намёт на щите голубой, подложенный серебром. Герб рода Бражниковых внесён в Часть 6 Общего гербовника дворянских родов Российской империи, стр. 60.